# Cité de l'espace
La Cité de l'espace est un centre de culture scientifique orienté vers l'espace et la conquête spatiale, consacré autant à l'astronomie qu'à l'astronautique. Située à Toulouse, la Cité de l'espace a été inaugurée en juin 1997. Elle a été réalisée à l'initiative de la Mairie de Toulouse avec la participation de nombreux partenaires comme le Conseil régional de Midi-Pyrénées, les Ministères de l'Équipement, des Transports, de la Défense, de l'Éducation nationale, de la Recherche et de la Technologie, du Centre national d'études spatiales (CNES), de Météo-France, d'EADS, Astrium, entre autres.
En juillet 2023, le parc enregistrait son 8 millionième visiteur.

## La visite

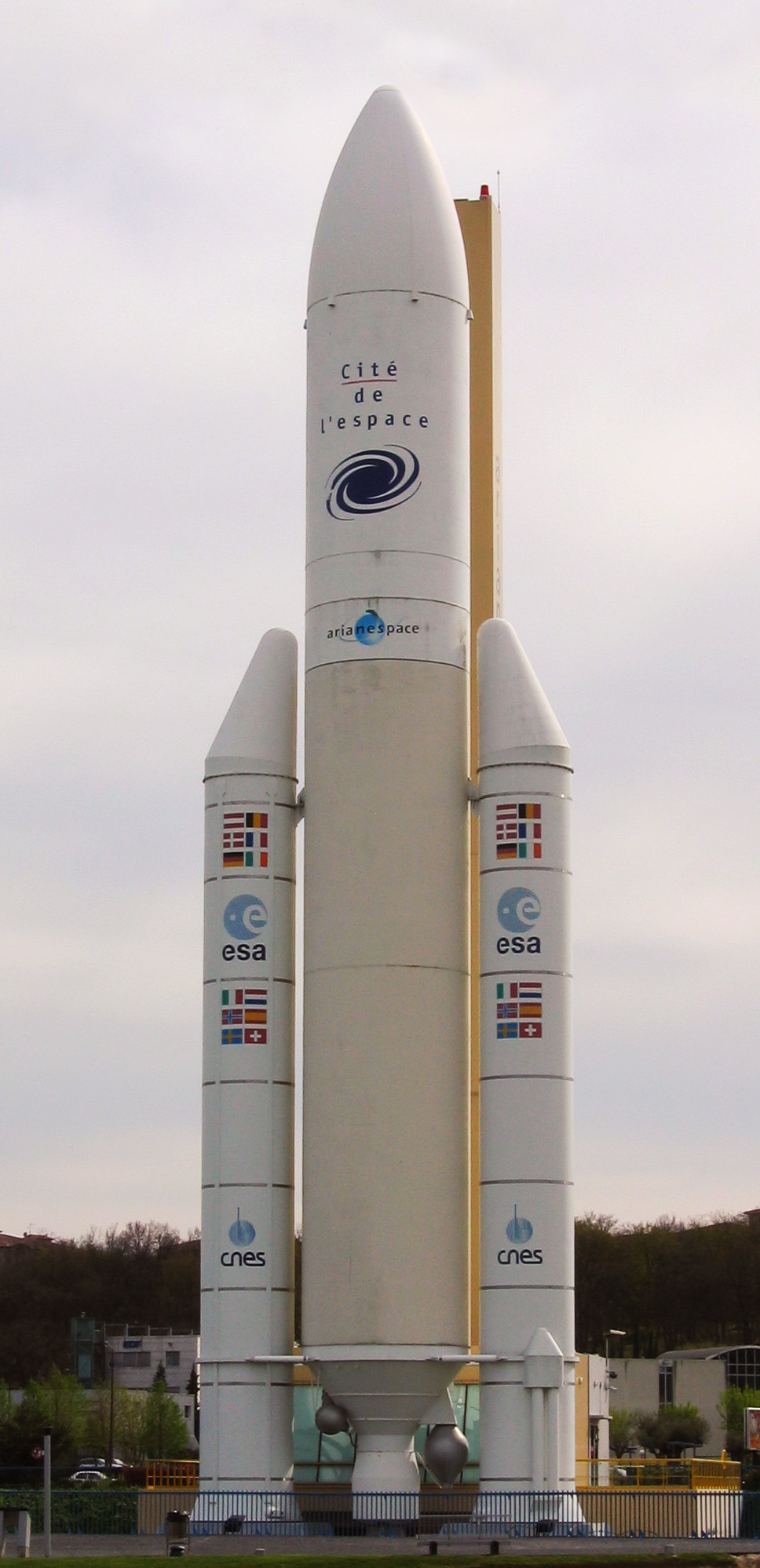
Maquette grandeur nature de la fusée Ariane 5
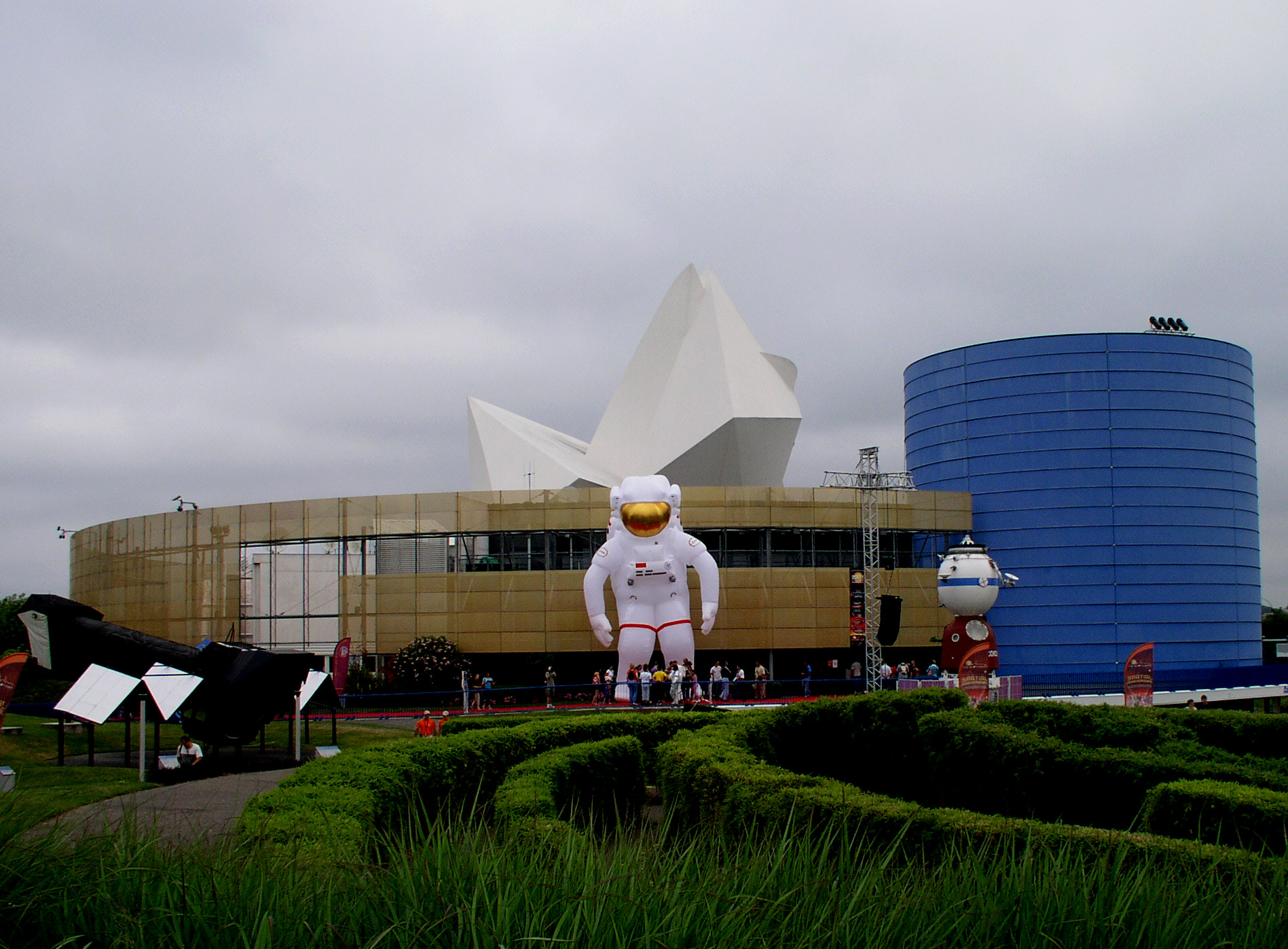
Cité de l'espace-10e anniversaire
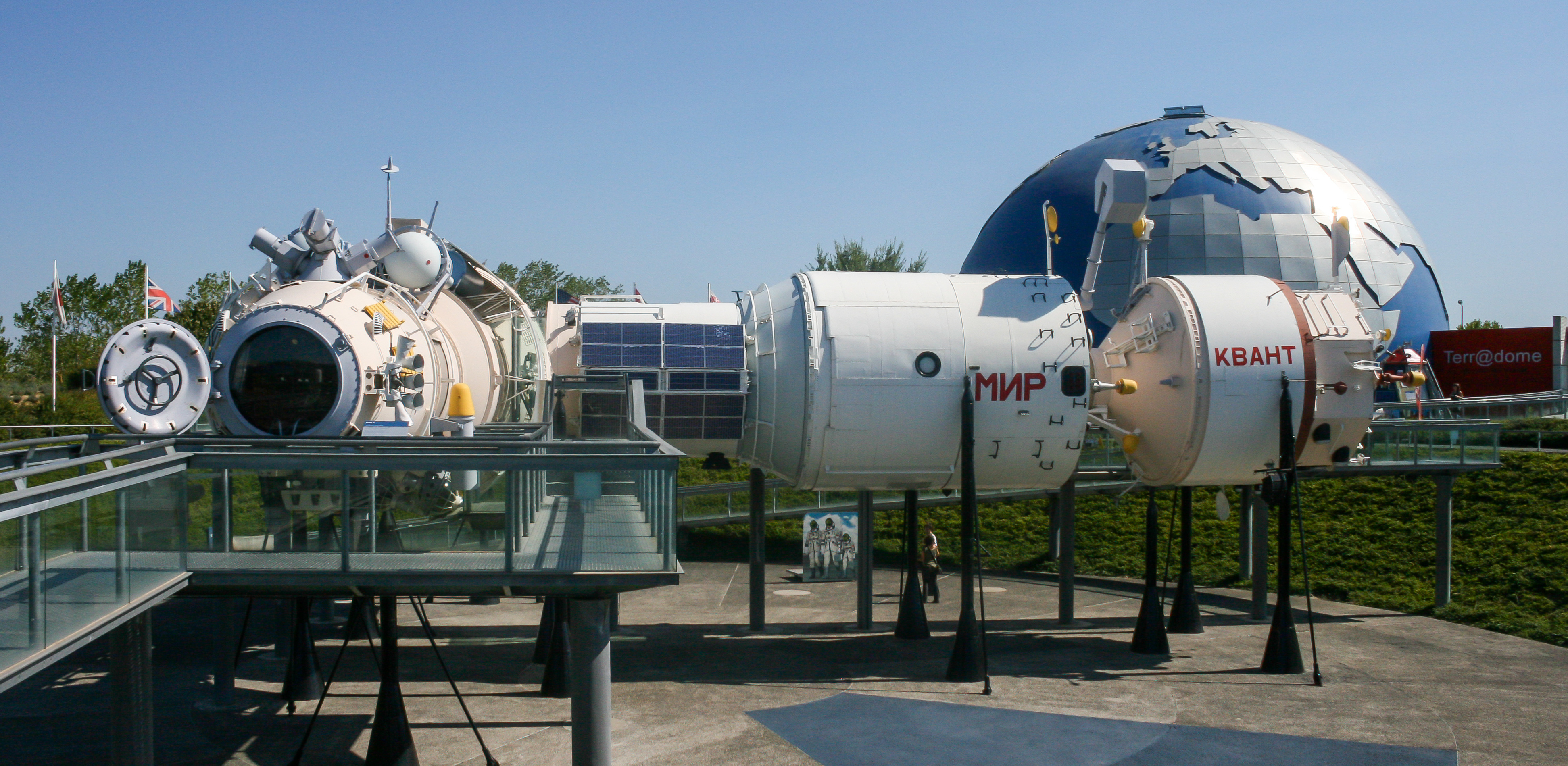
Réplique de la Station Mir.
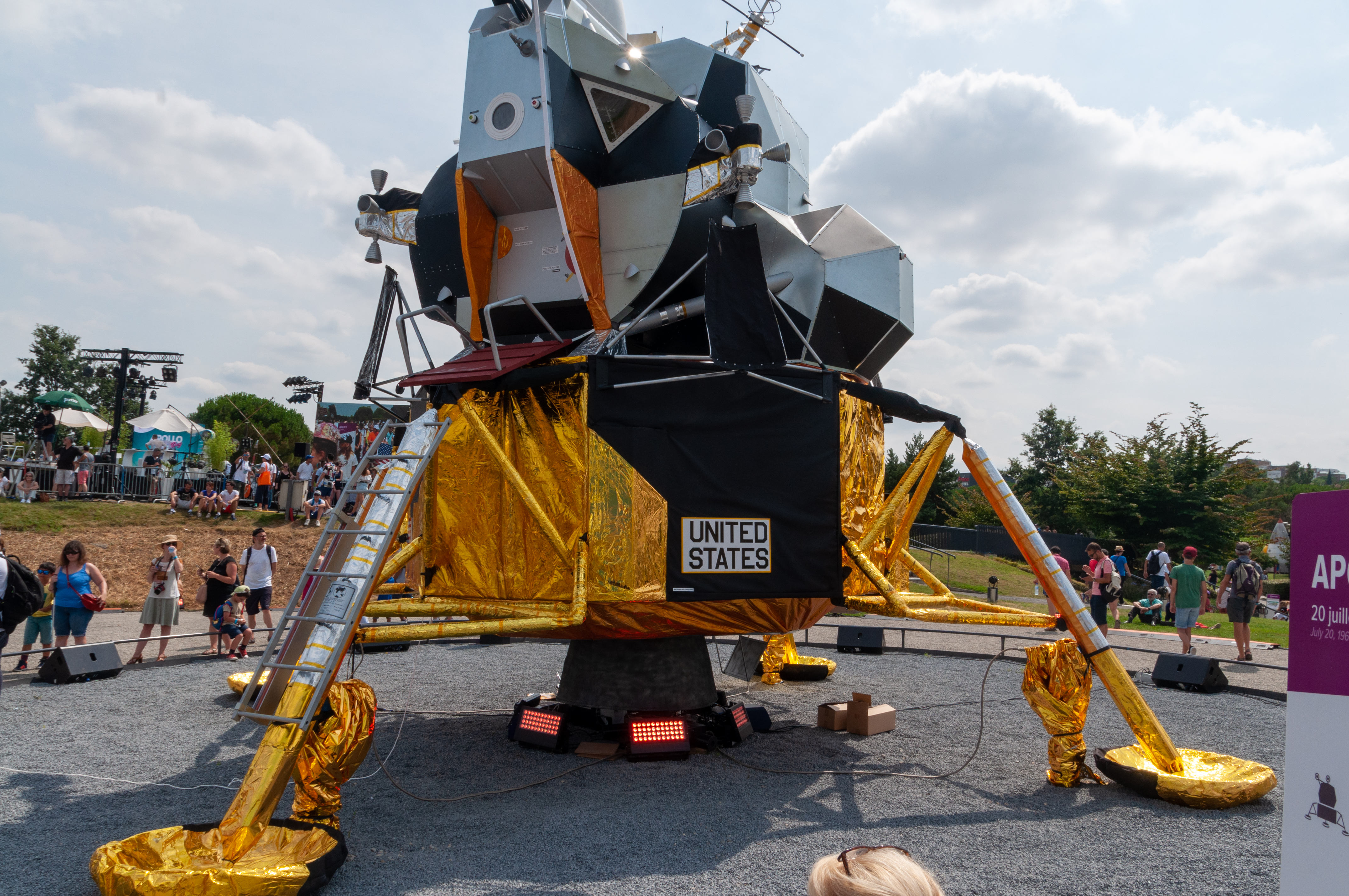
Réplique du module lunaire Apollo

La Cité de l'espace permet de découvrir la réplique grandeur nature de la fusée Ariane 5 (53 mètres de haut), du vaisseau Soyouz et du satellite d'observation de la terre ERS. On peut aussi visiter un modèle d'ingénierie de la station spatiale Mir avec tous ses équipements. Elle est également équipée d'une coupole d'observation, La Coupole de l'Astronome. 
La Cité de l'espace est également dotée de nombreuses expositions, souvent interactives : ainsi la salle de contrôle permet de préparer le lancement d'une fusée, d'assister à son décollage, à son vol puis à la mise en orbite d'un satellite. L'Astralia, ouvert en 2005, propose toute la journée des spectacles grâce à un planétarium de 280 places, doté d'un écran hémisphérique de 600 m2 et d'une salle de cinéma IMAX de 300 places qui projette un film sur l'espace en relief composé d'images et de séquences filmées dans l'espace. LuneXplorer, remplaçant du Terr@dome depuis 2023, propose une expérience immersive d'exploration lunaire. Pour les plus jeunes, des spectacles sont diffusés dans le Stellarium, un planétarium de 130 places. Il sert aussi à de courts spectacles généralistes, comme le film Astronautes.
De nombreuses animations, des expériences d'entrainement de l'astronaute à vivre et des rendez-vous avec les prévisionnistes de Météo France sont programmés chaque jour.
La Cité de l'espace possède également plusieurs salles de séminaire.

## Historique
- De 1994 à 1997 : le projet est lancé par la Ville de Toulouse, qui a assuré le lancement de l'équipement au travers de la Setomip. Roger Lesgards, nommé par le maire de Toulouse Dominique Baudis pour créer le projet, a choisi Jean-Noël Plachez pour chef de projet muséologique. Le cabinet d'architecture choisi fut Cardete et Huet Architectes. Le bâtiment principal d'accueil et d'expositions est aménagé en lieu et place du chantier inachevé du musée-fondation d'Alain Inard, conçu par l'architecte toulousain Roger Pagès, dont la Ville de Toulouse s'est porté acquéreur[4]. L'édifice qui devait être consacré à l'œuvre d'Henri-Georges Adam est surmonté d'une sculpture monumentale de cet artiste, « la Chapelle blanche », en forme de cocotte.
- Juin 1997 : inauguration de la Cité de l'espace par Dominique Baudis, député maire de Toulouse, et Claudie Haigneré, marraine du parc, en présence de Jean-François Clervoy.
- Juillet 1998 : inauguration de la station Mir grandeur réelle.
- Septembre 2000 : le millionième visiteur est accueilli dans le parc.
- Octobre 2000 : inauguration du Terr@dome.
- Octobre 2002 : inauguration d'une salle d'exposition permanente consacré à Mars.
- Juillet 2003 : accueil de la 13e étape du Tour de France (Toulouse/Ax 3 Domaines).
- Octobre 2003 : la Cité de l'espace est officiellement labellisée « Tourisme et Handicap » pour les quatre types de déficiences (mentale, visuelle, motrice, auditive).
- Avril 2005 : inauguration de l' « Astralia - le 6e continent », qui abrite notamment le nouveau planétarium et la salle IMAX.
- Mai 2006 : inauguration d'un espace spécialement réservé aux enfants, la « Base des Enfants ».
- Juillet 2007 : à l'occasion de l'anniversaire des 10 ans du parc, un week-end "portes ouvertes" est organisé. Plus de 20 000 personnes sont alors venues assister aux nombreuses animations et au feu d'artifice qui avaient été organisés.
- Mai 2012 : organisation de la conférence annuel d'ECSITE : 1000 professionnels de 40 pays[5]
- 2013 : acquisition d'une météorite martienne[6]
- Avril 2014 : ouverture de La Coupole de l'Astronome[7] et des nouveaux laboratoires éducatifs
- Juillet 2017 : ouverture du planétarium rénové[8],[9],[10]
- Juin 2022 : anniversaire des 25 ans du parc[11]
- Novembre 2023 : ouverture de LuneXplorer[12]

## Direction
Le Directeur de la Cité de l'espace a été Jean-Michel Oberto. Il a dirigé le lancement des équipes d'exploitation entre 1995 et 1997. En juin 1997 la Cité de l'espace a été dirigée par Bernard Burel jusqu'en 2010. La conception des nouveaux projets et développements sont actuellement sous la responsabilité de la Direction des Expositions, dirigée par Marc Moutin, et la Médiation, les évènements et les nouvelles animations relèvent de la Direction des Publics, dirigée par Philippe Droneau. Bernard Reilhac, également Directeur du Marketing, fut Directeur Général par intérim, avant l'arrivée en mai 2011 de Jean Baptiste Desbois.

## Quelques chiffres
- Parc de 4 hectares.
- 4 000 m2 d'expositions.
- 2 planétariums de 140 et 280 places, de 15  et   20 m de diamètre respectivement.
- Investissement initial : 23 millions d'euros, financé à hauteur de 60 % par la ville de Toulouse et 40 % par d'autres partenaires publics et privés. À la suite d'investissements complémentaires le capital investi est à ce jour de 48,7 millions d'euros.
- 107 salariés travaillent à la Cité de l'espace.

## Fréquentation et financement
| Année | Nombre de visiteurs |
| ----- | ------------------- |
| 2001  | 321 000             |
| 2002  | 288 000             |
| 2003  | 248 000             |
| 2004  | 252 000             |
| 2005  | 279 662             |
| 2006  | 266 500             |
| 2008  | 278 000             |
| 2009  | 302 000             |
| 2010  | 268 900             |
| 2013  | 304 000             |
| 2014  | 303 000             |
| 2015  | 299 000             |
| 2016  | 323 100,            |